# Haus Hoffmeyer

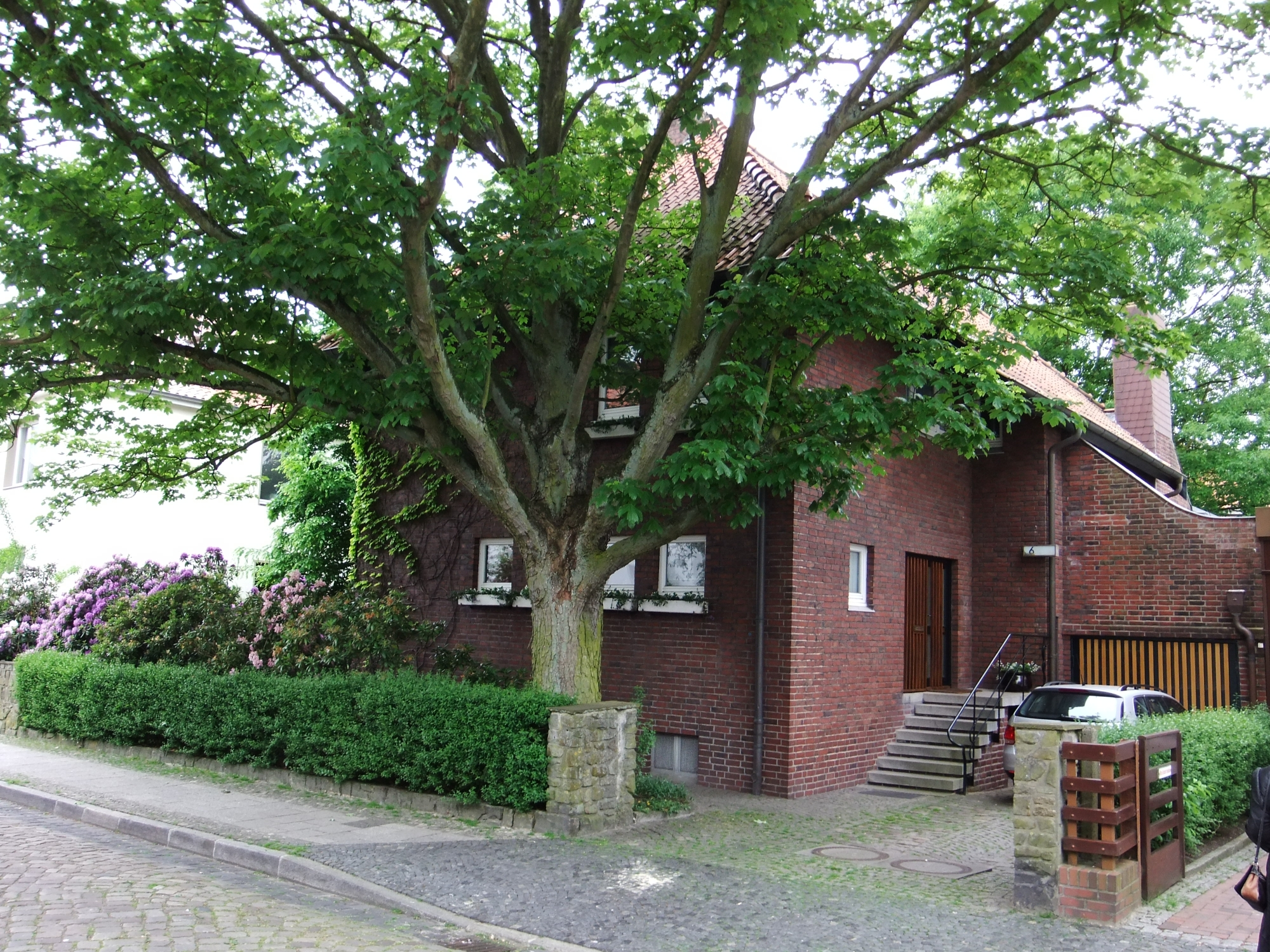
Haus Hoffmeyer

Das Haus Hoffmeyer in Bremerhaven-Mitte, Friesenstraße 6, entstand 1935 nach Plänen von Hans Scharoun.
Das Gebäude steht seit 1994 unter Bremer Denkmalschutz.

## Geschichte
Hans Scharoun, der in Bremerhaven aufwuchs, entwarf 1935 das zweigeschossige Wohnhaus für seinen Freund und Schwager, den Rechtsanwalt und Notar Hans Helmuth Hoffmeyer. 

Scharoun hatte sich 1919 dem expressionistischen Architektenkreis Gläserne Kette von Bruno Taut angeschlossen. Er war 1927 bekannt geworden durch ein Wohnhaus in der Stuttgarter Weißenhofsiedlung. In der Zeit des Nationalsozialismus blieb er in Deutschland. Seine Entwürfe in dieser Zeit – zumeist Wohnhäuser – musste er nach außen den politisch bestimmten Bauvorschriften anpassen, im Inneren zeigte er die typisch scharounsche Architektur und Raumfolgen.
Die Villa wurde nach 2000 gründlich und im Detail gerecht saniert. Die Scharoun-Gesellschaft hat das Gebäude registriert.